# Raorchestes longchuanensis
Raorchestes longchuanensis es una especie de ranas que habita en China y Vietnam y, quizá, también en Laos y Birmania. Vive en montañas en altitudes de entre 1150 y 1600 metros.
Esta especie se encuentra amenazada de extinción debido a la destrucción de su hábitat natural.